# 奥鲁罗省
奥鲁罗省（西班牙語：Departamento de Oruro）是玻利維亞西部的一個省份，省会为奥鲁罗。全省面積为53,588平方公里，2024年人口数量为570,194人。
下分16縣。